# Shaul Bustan
Shaul Bustan (hebräisch שאול בוסתן; * 1983 in Beʾer Scheva) ist ein israelischer Komponist und Dirigent.

## Leben
Bustan wuchs als Sohn einer persischen Mutter und eines osteuropäischen Vaters auf. Sein Studium der Komposition an der Jerusalem Academy of Music and Dance unter anderem bei Chaim Permont und Aharon Harlap schloss er 2009 mit dem Master ab. Bustan hat als Komponist, Dirigent und Musiker mit Künstlern, Ensembles und Orchestern in Israel, Deutschland, Österreich, den Niederlanden und den USA zusammengearbeitet, unter anderem mit dem Israel Philharmonic Orchestra, der Los Angeles Jewish Symphony, Koninklijke Harmoniekapel Delft, dem Tiroler Ensemble für neue Musik und dem Klezmer-Maestro Giora Feidman. Er komponierte über 300 Musikstücke. Einen Schwerpunkt bilden Kompositionen für die Kurzhalslaute Oud. Bustan lebt seit 2011 in Deutschland, leitet verschiedene Theaterprojekte und Chöre und tritt mit seinem Trio regelmäßig in ganz Deutschland auf.

## Auszeichnungen (Auswahl)
- Stipendien der America-Israel Cultural Foundation für Komposition und Mandolinenspiel (2002–2008)
- Deborah Grossman Preis für exzellente Musikbildung (2005/06)
- Chana Avni-Yaddor Kompositionswettbewerb (2007/08)
- Förderpreis im Bereich Komposition für die Mandoline bei der 3rd International Plathner's Eleven Composers Competition (2011)
- Hermann-Allmers-Preis für „Das Letzte Kleinod“ (2015)[2]
- Theaterpreis des Bundes für „Das Letzte Kleinod“ (2016)[3]
- Arbeitsstipendium des Berliner Senats (2017)